# 리즈 셰리던
리즈 셰리던(영어: Liz Sheridan, 1929년 4월 10일~2022년 4월 15일)은 미국의 배우이다.

## 출연 작품

### 영화
- 플레이 더 게임(2008년) - 에드나 역
- 서즈 오브 파워(2004년) - 본인 역
- 나우 유 노우(2002년) - 그랜마 역
- 웨딩 벨 블루스(1996년)
- 온리 유(1992년)
- 다니엘 스틸 - 사랑의 굴레 (1991, Changes)
- 외계인 알프(1986년)
- 스쿨 스피릿(1985년)
- 엔젤 2(1985년)
- 스타 80(1983년)

### 텔레비전
- A 특공대 (1983, 1985)
- 블루문 특급 (1985) - 파일럿 에피소드
- 사인필드 (1990-98) - 헬렌 사인필드 역